# A40 (Frankrijk)
De A40 is een autosnelweg gelegen in het oosten van Frankrijk, die de stad Mâcon met de plaats Le Fayet verbindt. Vervolgens loopt de weg via Chamonix-Mont-Blanc naar de Mont Blanctunnel (gedeeltelijk expresweg). Over het hele traject bevinden zich 12 viaducten en 3 tunnels met elk twee buizen. Het deel van de snelweg tussen Bellegarde-sur-Valserine en Annemasse heet de Autoroute Blanche en het deel tussen Bourg-en-Bresse en Bellegarde-sur-Valserine wordt de Autoroute des Titans genoemd. De totale lengte van deze autosnelweg, die in 1990 werd geopend, bedraagt 208 kilometer.
De weg maakt deel uit van de Route Centre-Europe Atlantique, een oost-westverbinding doorheen centraal Frankrijk.

## Aanleg en openstelling
- 1973: Traject tussen Genève en Vallard en Bonneville geopend.
- 1974: Bonneville - Cluses
- 1975: Cluses - Sallanches
- 1976: Traject tussen Sallanches en Le Fayet geopend en ingehuldingd door premier Jacques Chirac.
- 1982: Bellegarde-sur-Valserine - Annemasse
- 1985: Aanleg van 20 km bij Bourg.
- 1986: Bourg-Sud - Sylans (Nantua)
- 1987: Mâcon - Bourg-Nord
- 1989: Sylans - Châtillon-en-Michaille
- 1990: Aanleg van het Knooppunt A6/A40

## Knooppunten
- Met de A6 bij Mâcon.
- Met de A406 bij Pont-de-Veyle.
- Met de A39 bij Bourg.
- Met de A42 bij Neuville-sur-Ain.
- Met de A404 bij Nantua.
- Met de A401 en de A41 bij Saint-Julien-en-Genevois.
- Met de A411 bij Genève-Vallard.
- Met de A410 bij Evian-les-Bains.